# Liatris fallacior
Liatris fallacior là một loài thực vật có hoa trong họ Cúc. Loài này được (Lunell) Rydb. mô tả khoa học đầu tiên năm 1932.